# Ponérihouen
Ponérihouen is een gemeente in Nieuw-Caledonië en telt 2.370 inwoners (2014). De oppervlakte bedraagt 707,3 km², de bevolkingsdichtheid is 3,4 inwoners per km².